# Ophrys sphegodes araneola
L'ofride piccolo ragno (Ophrys sphegodes subsp. araneola (Rchb.) M.Lainz.) è una pianta appartenente alla famiglia delle Orchidacee, diffusa in Europa.
L'epiteto sottospecifico deriva dal latino araneola = "piccolo ragno", in riferimento all'aspetto del labello.

## Descrizione

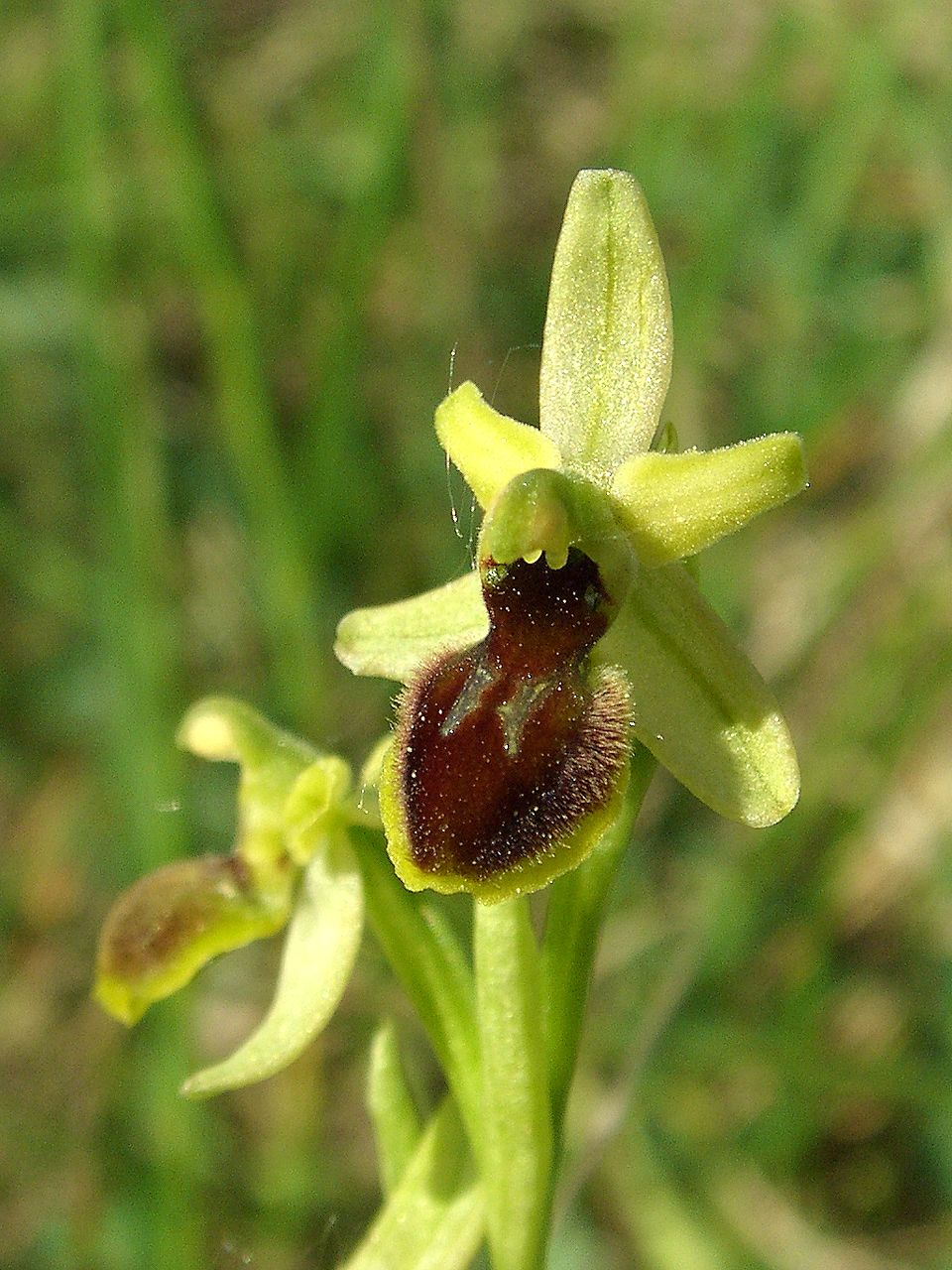

È una pianta erbacea con fusto alto sino a 40 cm.

I fiori sono riuniti in infiorescenze pauciflore a spiga, comprendenti da 4 a 10 fiori.

I sepali, lanceolati o ovaliformi, sono di colore verde chiaro, più lunghi dei petali che sono di colore verde più scuro, coperti da una lieve peluria. Il labello è piccolo, non lobato, leggermente convesso trasversalmente, di colore bruno-verdastro, con margine ricoperto da una fitta peluria bruna, più chiara del resto del labello e bordo glabro giallo-verdastro; la macula è estesa e grossolanamente a forma di H, di colore grigiastro con contorno bianco crema; è presente un apicolo molto ridotto, di colore verde. La cavità stigmatica è ampia e sormontata da un ginostemio piccolo, con un rostro breve e pseudoocchi di colore verde, contornati di bianco.
Si differenzia dalla sottospecie nominale per le dimensioni di gran lunga minori e per il periodo di fioritura più tardivo (da marzo a maggio).

## Biologia
Si riproduce per impollinazione entomofila ad opera di diverse specie di imenotteri apoidei tra cui Andrena lathyri, Andrena nigroaenea, Osmia bicolor.

## Distribuzione e habitat
È una specie con areale atlantico-mediterraneo che comprende Spagna, Francia, Germania, Austria, Svizzera e Italia.

In Italia sono presenti sia la sottospecie nominale, comune in Liguria e sporadicamente segnalata anche in altre regioni (Toscana, Lazio), che la sottospecie O. a. virescens, endemica del Gargano (Puglia).

## Tassonomia

### Ibridi

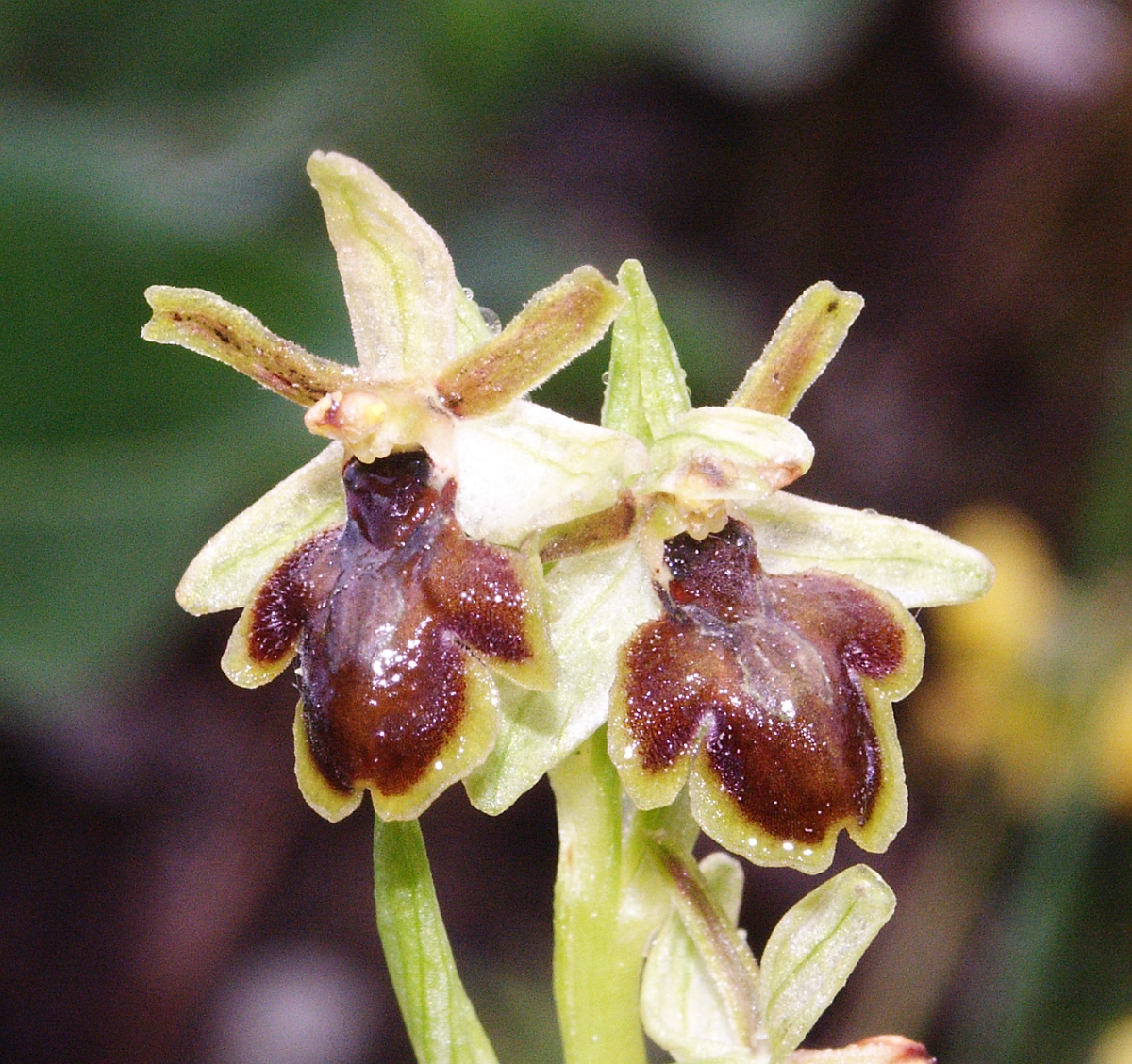
Ophrys × apicula

Può dar luogo a fenomeni di ibridazione con altre specie di Ophrys:
- Ophrys × cascalesii Soca, 2000 (O. s. araneola × Ophrys sphegodes passionis)
- Ophrys × duvigneaudiana P.Delforge & C.Delforge, 1987 (O. s. araneola × Ophrys scolopax)
- Ophrys × jacquetii Soca,1995
- Ophrys × jeanpertii E. G. Camus, 1891 (O. s. araneola × O. s. sphegodes)
- Ophrys × leguerrierae P.Delforge, 1984 (O. s. araneola × Ophrys lutea)
- Ophrys × luizetii E.G.Camus, 1891 (O. s. araneola × Ophrys apifera)
- Ophrys × neowalteri A.Camus, 1927 (O. s. araneola × Ophrys bertolonii)
- Ophrys × pulchra E.G. Camus, 1891 (O. s. araneola × Ophrys fuciflora)